# 델 플라야
《델 플라야》(영어: Del Playa)는 2017년에 미국에서 디지털 플랫폼으로 상영한 공포 영화이다.

## 출연
- 데번 반스 - 클레어 역
- 브렛 존슨 - 매슈 역
- 앤드루 디츠 - 제이슨 역
- 라이언 오초아 - 팀 역

## 기타 제작진
- 총괄 제작: 프랭키 델가도, 니콜 하트, 숀 하트, 짐 사비아노, 태라 웰스